# 許天琦
许天琦（1520年—1574年），字大正，號賜山，福建晉江縣人，明朝政治人物，嘉靖壬戌進士，官至雲南兵備副使。

## 生平
嘉靖三十一年（1552年）壬子科福建鄉試第四十八名舉人。四十三歲中式嘉靖四十一年（1562年）壬戌科會試第一百九十七名，三甲第一百八十八名進士。授行人，丁父憂歸。服闋，補原职，升任工科给事中，巡视庫藏，转刑科右，出为广东参议，备兵惠州。調貴陽，招降叛軍朱良宝，升任云南副使，备兵金腾，才四月，因病卒于任。

## 家族
曾祖許炅，壽官；祖父許斌；父許元臯，母丘氏。